# Edwardsiana sharfi
Edwardsiana sharfi är en insektsart som beskrevs av M. Firoz Ahmed och Naheed 1981. Edwardsiana sharfi ingår i släktet Edwardsiana och familjen dvärgstritar. Inga underarter finns listade i Catalogue of Life.